# Andrew Rubin
Andrew Harold Rubin (* 22. Juni 1946 in New Bedford, Massachusetts; † 5. Oktober 2015 in Los Angeles, Kalifornien) war ein US-amerikanischer Schauspieler.

## Leben und Karriere
Rubin wurde 1946 in der Hafenstadt New Bedford als Sohn der Schauspielerin Leona Rubin, geborene Greenstone, und des Fabrikanten Simon Rubin geboren. Rubin war noch nicht zehn Jahre alt, da war er schon lange vom Schauspiel fasziniert. Er war in etlichen Theaterstücken seiner Schule und später auf dem College zu sehen. Da er sich schon sehr früh darauf festgelegt hatte, Schauspieler zu werden, sah er nur wenig Sinn darin nach seiner Schulpflicht ein Studium einzuschlagen. Er bewarb sich für die Academy of Dramatic Arts in New York City und schloss diese erfolgreich ab.
Rubin war vor allem in den 1970er und 1980er Jahren präsent im US-amerikanischen Fernsehen. Aufgrund seines Aussehens verkörperte er häufiger Südländer. Erstmals war er 1970 in einer Folge Bracken’s World zu sehen. Er war Teil des Ensembles der Fernsehserie Mary Hartman, Mary Hartman und spielte in einer Folge der sehr erfolgreichen Serie Die Jeffersons mit. Weitere internationale Bekanntheit erlangte er als George Martin in Police Academy – Dümmer als die Polizei erlaubt. Danach verkörperte er den Christopher Springer in Hometown und Willie Smith in Joe Bash. Nach knapp zehnjähriger Auszeit vom Fernseh- und Filmbusiness war er 1998 in einer Folge der Miniserie From the Earth to the Moon zu sehen. Anschließend nahm Rubin von der Schauspielerei in Film und Fernsehen Abstand und arbeitete ehrenamtlich bei verschiedenen Organisationen.
Rubin starb am 5. Oktober 2015 im Alter von 69 Jahren in Los Angeles an den Folgen von Lungenkrebs.

## Filmografie
- 1970: Bracken’s World (Fernsehserie, eine Folge)
- 1970–1971: Der Chef (Ironside, Fernsehserie, 2 Folgen)
- 1972: Cannon (Fernsehserie, eine Folge)
- 1972–1973: Männerwirtschaft (The Odd Couple, Fernsehserie, 2 Folgen)
- 1973: Die Straßen von San Francisco (The Streets of San Francisco, Fernsehserie, eine Folge)
- 1974: Shazam! (Fernsehserie, eine Folge)
- 1975: Cage Without a Key (Fernsehfilm)
- 1975: Die Jeffersons (The Jeffersons, Fernsehserie, eine Folge)
- 1975: Die knallharten Fünf (S.W.A.T., Fernsehserie, eine Folge)
- 1976: Petrocelli (Fernsehserie, eine Folge)
- 1976: Mary Hartman, Mary Hartman (Fernsehserie, 5 Folgen)
- 1976: The Feather and Father Gang (Fernsehserie, eine Folge)
- 1976: Serpico (Fernsehserie, eine Folge)
- 1978: Der Champion (Casey's Shadow)
- 1979: Sunnyside
- 1980: Lou Grant (Fernsehserie, eine Folge)
- 1980: Ein reizender Fratz (Little Miss Marker)
- 1980: Roughnecks (Fernsehfilm)
- 1981: Jessica Novak (Fernsehserie, 4 Folgen)
- 1983: Ein zweiter Versuch (Tell Me That You Love Me)
- 1984: Police Academy – Dümmer als die Polizei erlaubt (Police Academy)
- 1984: Hardcastle & McCormick (Fernsehserie, eine Folge)
- 1985: Hometown (Fernsehserie, 10 Folgen)
- 1986: Joe Bash (Fernsehserie, 6 Folgen)
- 1987: The Line (Fernsehfilm)
- 1988: Deadline: Madrid (Fernsehfilm)
- 1998: From the Earth to the Moon (Miniserie, eine Folge)